# Velilla de los Ajos
Velilla de los Ajos est une commune espagnole de la province de Soria en Castille-et-León.